# Joaquín Espert
Joaquín Espert Pérez-Caballero, né le 11 septembre 1938 à Logroño et mort le 14 juin 2023 dans la même ville, est un homme politique espagnol membre du Parti populaire (PP). Il est président de La Rioja entre 1987 et 1990.

## Biographie

### Une formation de juriste
Joaquín Espert passe sa licence de droit à l'université de Valence, puis suit des cours à l'école des pratiques juridiques de Madrid. Il revient ensuite à Logroño, où il exerce la profession d'avocat.
Il travaille alors pour des organisations syndicales, avant de s'installer en indépendant. Il finit toutefois par devenir conseiller juridique de la fédération des entrepreneurs.

### Des débuts rapides en politique
Joaquín Espert s'engage en politique en 1982, lorsqu'il adhère à l'Alliance populaire (AP).
Il est par la suite investi chef de file de la coalition AP-PDP-UL pour l'élection régionale du 8 mai 1983. Le jour du scrutin, la coalition obtient 15 députés – dont 12 pour l'AP – sur 33 à la Députation générale, tandis que les socialistes remportent la majorité absolue.
Il est porté en 1984 à la présidence de la fédération régionale du parti.

### Président de La Rioja
Lors de l'élection régionale du 10 juin 1987, Joaquín Espert est à nouveau chef de file de l'AP, qui remporte 13 sièges sur 33, soit un de moins que les socialistes. Toutefois, la présence de 6 parlementaires classés au centre permet d'envisager l'alternance.
Il se présente à l'investiture de la Députation générale le 21 juillet suivant. Il annonce qu'il demandera le transfert des compétences en matière d'éducation et santé, qu'il lancera la réforme de la fonction publique, fera voter une loi sur le tourisme. Lors du premier tour de vote le 22 juillet, il échoue à être investi du fait de l'abstention des centristes et du vote contre des socialistes.
À l'issue du second vote, organisé le surlendemain, Joaquín Espert est investi président de La Rioja par 15 voix contre 14 et 4 abstentions, ayant bénéficié du soutien du Parti riojain progressiste (PRP).
Gouvernant en minorité, il parvient à former une coalition majoritaire en janvier 1989, rassemblant l'AP, le Centre démocratique et social (CDS) et le PRP. Toutefois, dès le mois de décembre, le PRP rompt le pacte majoritaire et annonce l'ouverture de nouvelles négociations avec l'ensemble des forces politiques parlementaires dans le but de reconstituer une majorité.

### Passage dans l'opposition
Joaquín Espert est finalement renversé à la suite du vote d'une motion de censure le 8 janvier 1990, par le Parti socialiste ouvrier espagnol (PSOE) et le PRP. Il cède deux jours plus tard le pouvoir au socialiste José Ignacio Pérez Sáenz.
Il tente de retrouver le pouvoir lors de l'élection du 26 mai 1991, au cours desquelles le nouveau Parti populaire (PP) remporte 15 sièges. Le PSOE le devance d'un élu et s'allie de nouveau avec le PRP. Il devient alors porte-parole de son groupe parlementaire à la Députation générale.

### Sénateur pour deux mandats
Aux élections générales anticipées du 6 juin 1993, Joaquín Espert se présente au Sénat, où il est élu avec 75 427 voix. Il siège à la commission du Travail et de la Sécurité sociale, à la commission de l'Économie et des Finances jusqu'en 1994, et occupe le poste de deuxième secrétaire de la commission générale des communautés autonomes à partir de cette même date.
Cette année-là, il cède à son secrétaire général Pedro Sanz la présidence du PP de La Rioja. Il renonce à être candidat lors de l'élection régionale en 1995, qui donnera finalement la victoire à Sanz avec une majorité absolue.
Il est réélu au cours des élections générales anticipées du 3 mars 1996 avec un score de 85 167 suffrages en sa faveur. Lors de ce second mandat, il préside la commission générale des communautés autonomes, siège à la commission constitutionnelle et à la députation permanente.
Il ne se représente pas en 2000 et quitte la vie politique.